# Église Saint-Nicolas de Furnes
L'église Saint-Nicolas est une église catholique romaine de la ville belge de Furnes.

## Histoire
L'époque exacte de sa fondation est inconnue, mais elle existait déjà au XIIe siècle puisque Jean Ier de Warneton, évêque de Thérouanne, la céda à l'Abbaye de Saint Nicolas qu'il venait de fonder. L'église servait d'église paroissiale et était desservie par un moine de l'abbaye jusqu'à la dissolution de l'abbaye. Elle est ensuite devenue l'église du doyenné de Furnes.
La tour ouest mesure 48 m de haut et avait à l'origine une flèche en pierre. Après 1843, elle fut dotée d'une nouvelle flèche en brique qui fut démolie en 1866. Elle ne sera jamais reconstruite mais sa forme tronquée est préservée. La plus ancienne cloche de Furnes, appelée t Bommetje (en français la bombée), date de 1379 et fait partie de ce carillon.
Il ne reste de l'église d'origine que la partie inférieure de la tour, côté ouest. Cet ancien portail présente le Christ au centre, flanqué de la Vierge Marie et de l'apôtre Jean. Les premières mentions de rénovations datent de 1439. En 1494, l'édifice est entièrement démoli et reconstruit. En 1775, le chœur central est agrandi vers l'est. Au XIXe siècle, des rénovations intérieures entrainent la suppression de neufs autels ainsi que de la plupart des statues.
À l'intérieur se trouve une statue en marbre blanc représentant Saint-Nicolas réalisée par Philippe Parmentier. 

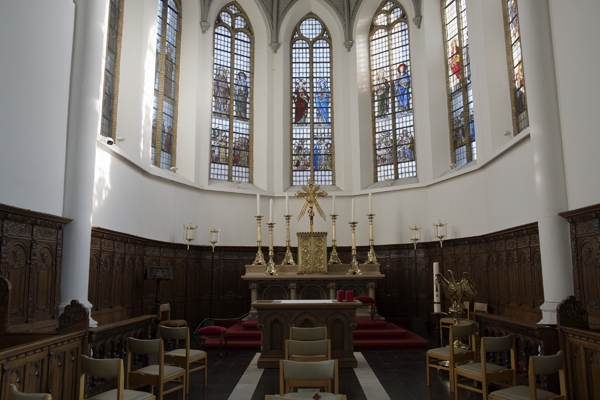
Chorale

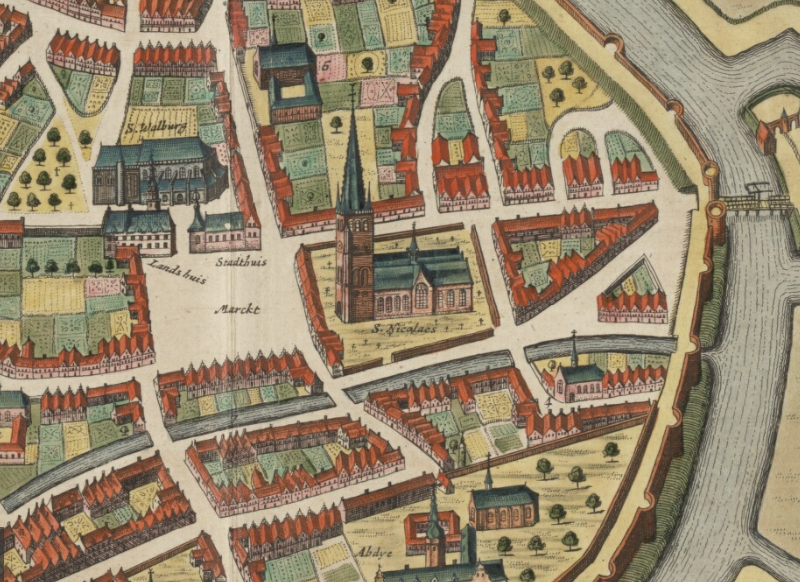
Église Saint-Nicolas dans la première moitié du XVIIe siècle (image de Flandria Illustrata - 1641).

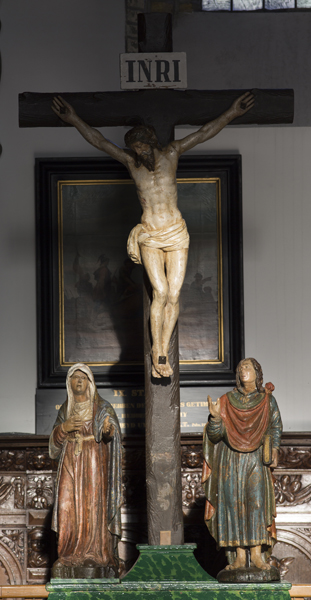
Calvaire : Jésus entouré de Marie et de Jean
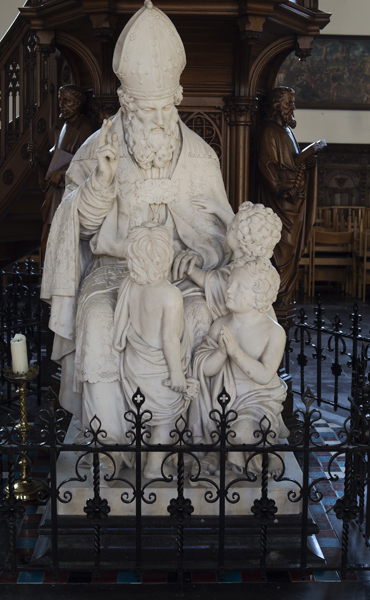
Saint Nicolas
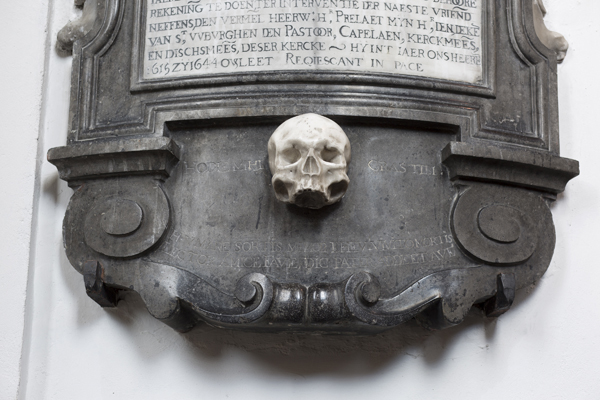
Épitaphe de Ian Destrompes et Iossyne Dedoys